# Folkmar Allena
Folkmar Allena (* unbekannt; † 1406) war im ausgehenden 14. Jahrhundert einer der einflussreichsten Ostfriesischen Häuptlinge. Seine Hauptburg lag in Osterhusen.
Als Häuptling von Osterhusen stand Folkmar Allena mit seinem Nachbarn Ocko I. tom Brok, Häuptling des Brokmerlandes und Auricherlandes im Konflikt. Nach gescheiterten Waffenstillstandsverhandlungen am 7. August 1389 ließ Folkmar diesen auf dem Rückweg kurz vor dessen Stammburg in Aurich von Gehilfen ermorden.
Den gewonnenen Machteinfluss verlor Folkmar in den folgenden Jahren wieder an Ockos Witwe Foelke Kampana, die ihren Sohn Keno II. tom Brok an die Macht bringen wollte. Ockos Sohn aus erster Ehe, Widzelt, verbündete sich mit Folkmar Allena im Kampf um die Nachfolge gegen Foelke, kam aber später in Detern um. Keno wurde 1399 neuer Häuptling im Brokmerland. 
Wie Keno in Marienhafe gewährte auch Folkmar in Osterhusen den Vitalienbrüdern Unterschlupf, als diese gegen Ende des 14. Jahrhunderts aus der Ostsee vertrieben wurden und in der Nordsee ihr Handwerk fortsetzen.